# Нейл, Томас
Томас Ньюсон Нейл (англ. Thomas Hewson Neill) (9 апреля 1826 — 12 марта 1885) — американский кадровый военный, выпускник Вест-Пойнта. Служил бригадным генералом армии Севера в годы гражданской войны, а также командовал дивизией в ходе Оверлендской кампании.

## Ранние годы
Нейл родился в Филадельфии 9 апреля 1826 года в семье Генри Нейла (1783—1845) и Марты Раттер Даффилд Нейл (1780—1856). Он учился в местной школе, затем поступил в Пенсильванский Университет, из которого в 1843 году перевёлся в военную академию Вест-Пойнт (по квоте от Пенсильвании). Он окончил Академию 27-м по успеваемости в выпуске 1847 года и был определён в 4-й пехотный полк во временном звании второго лейтенанта. Нейла направили в лагерь Кэмп Джефферсон Дэвис в Пенсаколе. 8 сентября 1847 года он получил постоянное звание второго лейтенанта. В 1848—1849 годах служил в форте Гибсон на Индейской территории, в 1850—1851 — в форте Вашита, а в 1851—1853 — в форте Белкнап в Техасе.
31 июля 1850 года Нейл полечил звание первого лейтенанта.
В конце 1853 года Нейл перешёл на службу в академию Вест-Пойнт, где преподавал рисование с 26 ноября 1853 года по 14 июля 1857 года. 1 апреля 1857 года он получил звание капитана 5-го пехотного полка.
В конце 1857 года он перешёл на службу на фронтир: служил в форте Фонтлерой в Нью-Мексико, участвовал в вылазках против индейцев Навахо, а в 1861 году взял отпуск по состоянию здоровья.

## Гражданская война
Когда началась война, Нейл занялся набором добровольцев в Филадельфии (в апреле-мае 1861), а с июня по август служил адъютантом при генерал-майоре Кадвалладере. Позже ему было поручено реорганизовать батальон регулярной армии, который попал в плен в Техасе и был условно освобождён.
17 фекраля Нейл получил звание полковника добровольческой армии. 20 февраля ушёл на повышение полковник Дэвид Бирни, командир 23-го Пенсильванского полка, и Нейл занял его место. 26 марта полк Нейла, который числился в бригаде Лоуренса Грэхама, был погружен на пароход Vanderbilt и отправлен на Вирджинский полуостров. Полк участвовал в осаде Йорктауна, в преследовании отступающих южан и сражении при Уильямсберге. 24 мая бригаду возглавил Джон Эберкромби. Нейл участвовал в сражении при Севен-Пайнс (где под ним была убита лошадь), и в сражениях Семидневной битвы. Бригаду в июле возглавил Джон Кокрейн, а 5—7 августа Нейл временно принимал командование бригадой.
16 августа полк Нейла перебросили в Северную Вирджинию и он в составе дивизии Дариуса Кауча успел принять участие в сражении при Шантильи. Когда началась Мерилендская кампания, дивизию Кауча придали VI корпусу и она не участвовала в сражении при Энтитеме. Полк Нейла занимался охранением переправ через Потомак.
2 ноября 1862 года Нейл получил звание бригадного генерала и возглавит 3-ю бригаду в дивизии Эльбиона Хау:
- 21-й Нью-Джерсийский пехотный полк: полковник Гиллиам ван Хоутен
- 20-й Нью-Йоркский пехотный полк: полковник Эрнст фон Вегесак
- 33-й Нью-Йоркский пехотный полк: полковник Роберт Тейлор
- 49-й Нью-Йоркский пехотный полк: полковник Дэниель Бидвелл
- 77-й Нью-Йоркский пехотный полк: подполковник Уинзор Френч

3 мая 1863 года, в ходе Чанселорсвиллской кампании, VI корпус получил приказ атаковать высоты Мари под Фредериксбергом и выйти в тыл Северовирджинской армии. Бригада Нейла наступала в авангарде дивизии, хотя и не принимала непосредственного участия в штурме высот. Захватив высоты, генерал Седжвик отправил корпус дальше на запад с бригадой Брукса в авангарде. Эта бригада была остановлена южанами в сражении при Салем-Чёч. Дивизия Хау шла в арьергарде и Нейл не успел принять участия в этих боях.
Утром 4 мая южане (дивизия Эрли) вышли в тыл корпусу Седжвика (так наз. Сражение при Бэнкс-Форд). Наступающая в авангарде бригада Гордона наткнулась на позиции бригады Нейла и понесла ощутимые потери в ходе перестрелки. Генерал Хау развернул всю дивизию навстречу противнику. Он поставил свои бригады в две линии: бригаду Нейла впереди, а бригаду Гранта за ней во второй линии. Около 18:00 южане повторили атаку силы бригад Хайса и Хука. В ожесточенном бою под Нейлом был убит конь, смертельное ранение получил полковник Хоутен, ранен был и полковник Вегесак. 20-й Нью-Йоркский обратился в бегство, что открыло правый фланг полка. Нейл приказал бригаде отходить ко второй линии обороны.
Во время сражения при Геттисберге VI корпус стоял в резерве. Бригада Нейла находилась на дальнем правом фланге, где участвовала в незначительных перестрелках. Когда Северовирджинская армия начала отход, Нейл временно возглавил кавалерийскую бригаду и свою собственную и утром 6 июля начал преследование противника от Фэирфилда на Уэйнсборо. 7 июля его отряд наткнулся на оборонительную линию южан на реке Энтитем-крик. Нейл не стал наступать дальше, а 12 июля соединился со своим корпусом у Фанкстауна.
Зимой 1863—1864 года Потомакская армия была реорганизована. Нейл остался командиром бригады, но его командир Хау был заменен на Гетти. Бригада Нейла в начале Оверлендской кампании приняла следующий вид:
- 7-й Мэнский пехотный полк: полк. Эдвин Мэйсон
- 43-й Нью-Йоркский пехотный полк: подп. Джон Уилсон (погиб в сражении в Глуши)
- 49-й Нью-Йоркский пехотный полк: полк. Дэниель Бидвелл
- 77-й Нью-Йоркский пехотный полк: май. Натан Бэбкок
- 61-й Пенсилвьанский пехотный полк: полк. Джордж Смит

Когда во время сражения в Глуши был ранен генерал Гетти, то Нейл принял командование всей 2-й дивизией (сдав бригаду полковнику Даниелю Бидвеллу) и командовал ею практически до конца компании. Дивизия состояла из четырёх бригад: Уитона, Гранта, Бидвелла и Эстиса.
Гетти вернулся в строй в начале осады Петерсберга, и 23 июня 1864 года Нейл стал штабным офицером в XVIII корпусе Джеймсской армии. Он участвовал в кампании в долине Шенандоа в качестве штабного офицера при Шеридане и, в частности, участвовал в сражении при Седар-Крик. Данные о его жизни конца 1864 и начала 1865 года отсутствуют; 24 августа 1865 года он покинул добровольческую армию, 6 сентября ушел в отпуск, а 8 декабря принял командование фортом Индепенденс в Массачусетсе.
21 сентября 1866 года Нейл перешёл в 20-й пехотный полк. Он занимал различные должности, а 22 февраля 1869 года получил звание подполковника регулярной армии. Весной 1869 года он некоторое время оставался не у дел и только 5 мая оказался на рекрутской службе, а 6 августа был отправлен на фронтир, в форт-Скотт в Канзасе. Он служил на различных постах на западу, воевал с шайенами, а 11 июля 1875 года стал комендантом кадетов Вест-Пойнта, а также инструктором по артиллерийской, пехотной и кавалерийской тактике (до30 июня 1879).
2 апреля 1879 года Нейл получил звание полковника регулярной армии.

## В отставке
В марте 1883 года медицинская комиссия постановила, что Нейл непригоден к военной службе из-за паралича и не имеет шансов на выздоровление. 2 апреля он был уволен из армии по состоянию здоровья. Он прожил инвалидом последние два года своей жизни. Он умер внезапно 12 марта 1885 года. Хирурги установили, что смерть произошла в результате паралича. Нейл был похоронен на кладбище Вест-Пойнта.